# Biermanufaktur Engel
 (avril 2021).
Si vous disposez d'ouvrages ou d'articles de référence ou si vous connaissez des sites web de qualité traitant du thème abordé ici, merci de compléter l'article en donnant les références utiles à sa vérifiabilité et en les liant à la section « Notes et références ».
La Biermanufaktur Engel est une brasserie à Crailsheim.

## Histoire
En 1877, Georg Fach reprend la brasserie, qui existe depuis 1735, qui doit couvrir les besoins du restaurant. En 1903, une machine à vapeur est installée dans la brasserie. En 1907, le deuxième fils de Georg Fach, Friedrich Fach, rejoint la société. La première automobile complète en 1920 l'équipe de chevaux. Pendant la Seconde Guerre mondiale, la brasserie, comme la ville, est presque entièrement détruite puis reconstruite.
Depuis les années 2000, la brasserie développe des bières spécialisées. Cependant 60 % de sa production est de la bière à la pression et l'entreprise fait aussi des boissons non alcoolisées.
La brasserie est présente avec deux des trois tentes au Fränkisches Volksfest.